# Singapur International 2005
Die Singapur International 2005 im Badminton fanden vom 7. bis zum 11. September 2005 in Singapur statt.

## Sieger und Platzierte
| Disziplin    | Gold                              | Silber                   | Bronze                                   |
| ------------ | --------------------------------- | ------------------------ | ---------------------------------------- |
| Herreneinzel | Jeffer Rosobin                    | Wiempie Mahardi          | Lee Yen Hui Kendrick                     |
| Herreneinzel | Jeffer Rosobin                    | Wiempie Mahardi          | Park Sung-hwan                           |
| Dameneinzel  | Li Li                             | Xing Aiying              | Molthila Meemeak                         |
| Dameneinzel  | Li Li                             | Xing Aiying              | Jang Soo-young                           |
| Herrendoppel | Ng Kean Kok Hong Chieng Hun       | Lee Yong-dae Cho Gun-woo | Lam Hoi Tak Tam Lok Tin                  |
| Herrendoppel | Ng Kean Kok Hong Chieng Hun       | Lee Yong-dae Cho Gun-woo | Nuttaphon Narkthong Siwath Khoosakunthum |
| Damendoppel  | Jiang Yanmei Li Yujia             | Kim Min-jung Ha Jung-eun | Haw Chiou Hwee Norshahliza Baharum       |
| Damendoppel  | Jiang Yanmei Li Yujia             | Kim Min-jung Ha Jung-eun | Molthila Meemeak Soratja Chansrisukot    |
| Mixed        | Hendri Kurniawan Saputra Li Yujia | Lee Yong-dae Ha Jung-eun | Cho Gun-woo Kim Min-jung                 |
| Mixed        | Hendri Kurniawan Saputra Li Yujia | Lee Yong-dae Ha Jung-eun | Hendra Wijaya Jiang Yanmei               |